# Käsukonna
Käsukonna är en ort i Estland. Den ligger i Imavere kommun och landskapet Järvamaa, i den centrala delen av landet, 90 km sydost om huvudstaden Tallinn. Käsukonna ligger 72 meter över havet och antalet invånare är 142.
Terrängen runt Käsukonna är mycket platt. Runt Käsukonna är det glesbefolkat, med 10 invånare per kvadratkilometer. Närmaste större samhälle är Paide, 14,9 km nordväst om Käsukonna. I omgivningarna runt Käsukonna växer i huvudsak blandskog.